# Macrostylophora heinrichi
Macrostylophora heinrichi är en loppart som beskrevs av Jordan 1939. Macrostylophora heinrichi ingår i släktet Macrostylophora och familjen fågelloppor. Inga underarter finns listade i Catalogue of Life.